# Куанышпаев, Калибек
Калибек Куанышпа́ев (каз. Қуанышбаев Қалыбек; 1893—1968) — казахский, советский актёр. Народный артист СССР (1959). Один из основателей казахского профессионального театрального искусства.

## Биография
Родился 25 апреля 1893 года в селе Сарытау (ныне — в Каркаралинском районе, Карагандинская область, Казахстан). Происходит из подрода булбул рода каракесек племени аргын.
В 1916 году был мобилизован на строительство оборонительных сооружений в прифронтовой полосе Белоруссии, в 1917 году работал в Омске на кожевенном заводе, затем перегонщиком скота в родном селе. Поддержал Октябрьскую революцию, некоторое время был председателем сельсовета.
Первые выступления Куанышпаева как народного комика-острослова относятся к началу 1920-х годов, когда он участвовал в Кояндинской ярмарке недалеко от Семипалатинска в составе «бродячей труппы», в которую входили певцы, борцы, жонглёры, танцоры и другие. Артист организовал самодеятеяльный драматический кружок, сочинял сатирические рассказы и ставил их инсценировки.
В 1925 году, в Кзыл-Орде участвовал в создании первого профессионального казахского театра (ныне Казахский государственный академический театр драмы имени М. О. Ауэзова). В 1928 году вместе с театром приехал в Алма-Ату и проработал в этой труппе до 1964 года. За сорок лет сценической жизни сыграл более 150 ролей.
С 1937 года снимался в кино.
Вёл педагогическую работу.
Занимался также художественной литературой, писал короткие пьесы, скетчи, юморески, сатирические стихи для радио и эстрады. Им выпущены два сборника сатирических стихотворений «Түйреуіш» («Шпилька») и «Шаншарлар» («Остряки»). Автор (совместно с Ш. Хусаиновым) пьес «Шаншарлар» («Острословы»), поставленной Казахским театром драмы им. М. Ауэзова в 1948 году, и «Ақ жаулық — көк жаулық».
Член ВКП(б) с 1943 года. Избирался депутатом Верховного Совета СССР 2-4 созывов (1946—1958).

Надгробный памятник над могилой Калибека Куанышпая

Умер 7 июня 1968 года. Похоронен в Алма-Ате на Центральном кладбище.

## Награды и звания
- Заслуженный артист Казахской ССР
- Народный артист Казахской ССР (1936)
- Народный артист СССР (1959)
- Сталинская премия третьей степени (1952) — за исполнение роли Кунанбая в спектакле «Абай» М. Ауэзова
- Два ордена Ленина (в том числе 25.03.1946[7] — в связи с 20-летием театра)
- Орден Трудового Красного Знамени (1945)
- Два ордена «Знак Почёта» (26 мая 1936 — за выдающиеся заслуги в деле развития казахского оперного искусства, казахской музыки, песни и танцев[8] и 1938)
- Медали.

## Роли в театре
- 1925, 1933, 1957 — «Енлик — Кебек» М. Ауэзова — Кебек, Кобей, Нысан Абыз
- 1935 — «Ночные раскаты» М. Ауэзова — Танеке
- 1936 — «Ревизор» Н. Гоголя — Городничий
- 1940 — «Абай» М. Ауэзова и Л. Соболева — Абай
- 1942 — «Гвардия чести» М. Ауэзова и А. Абишева — генерал Панфилов
- 1942 — «Трагедия поэта» Г. Мусрепова — Балуан
- 1942 — «Алдар-Косе» Ш. Хусаинова — буффонный визир Шораяк
- 1943 — «Укрощение строптивой» У. Шекспира — Баптиста
- 1947 — «Победители» Б. Чирскова — Виноградов
- 1949 — «Абай» по роману «Путь Абая» М. Ауэзова — Кунанбай
- 1952 — «Цвети, степь!» А. Тажибаева — садовник Жанас
- «Отелло» У. Шекспира — Брабанцио[5].

## Фильмография
- 1938 — «Амангельды» — Байбол
- 1940 — «Райхан» — акын
- 1942 — «Песнь о великане» (короткометражный) — отец Толагая
- 1945 — «Песни Абая» — Абай
- 1948 — «Золотой рог» — Бергалиев, министр
- 1954 — «Поэма о любви» — Жаркын
- 1957 — «Его время придет» — Чингиз
- 1957 — «Ботагоз» — эпизод
- 1959 — «Однажды ночью» — дед Жарас
- 1964 — «Безбородый обманщик» — Ералы
- 1965 — «Мечта моя» — эпизод[5].

## Память
- Именем К. Куанышпаева назван Казахский музыкально-драматический театр в Астане и улицы в Алма-Ате, Караганде, Каркаралинске.
- Установлена мемориальная доска на доме актёра в Каркаралинском районе.